# Ы
Ы je cirilska črka, ki se je razvila kot ligatura črk Ъ in І. Zaradi lažjega pisanja se je oblika ЪІ potem poenostavila v Ы.
Črka Ы se danes uporablja v beloruščini, ruščini in rusinščini ter predstavlja tako imenovani trdi i. Praviloma sledi trdemu soglasniku in se izgovarja nekoliko drugače kot običajni i - ustrezni glas v knjižni slovenščini ni znan, obstaja pa v nekaterih slovenskih narečjih. V poljščini se ta glas piše s črko Y, zato se tudi pri prečrkovanju v latinico črko Ы pogosto nadomesti s črko Y. Pri poslovenjanju uporabimo po navadi kar običajni I.
Tradicionalno ime te črke je jeri (ѥры, еры), v novejšem času pa se bolj uporablja kratko ime i (izgovorjeno trdo).
| tiskano | pisano |
| ------- | ------ |
| Ы ы     | Ы ы    |